# فرهنگ ژاپنی

قسمتِ سمت راست اثر هاسه‌گاوا توهاکو، سال ۱۹۵۹

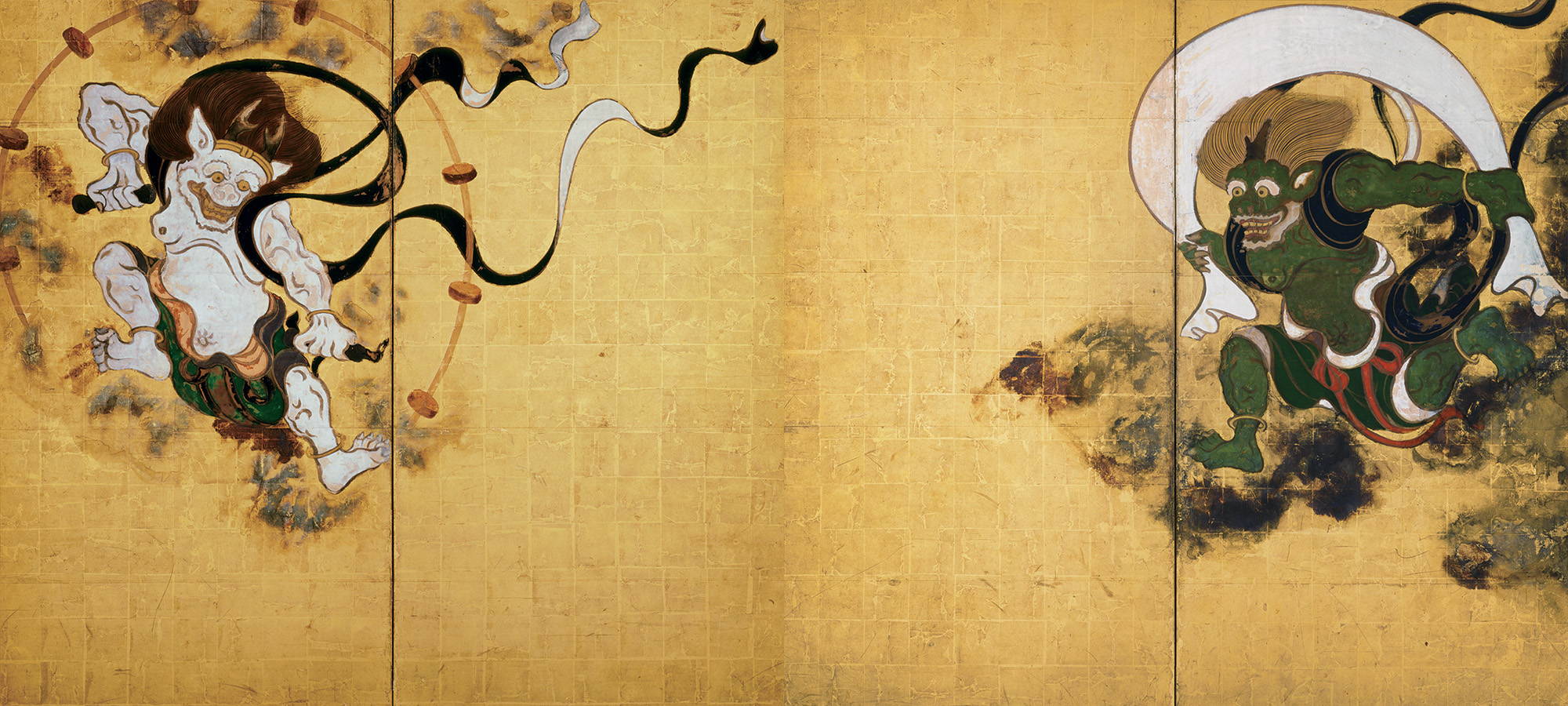
Fūjin-raijin-zu اثر Tawaraya Sōtatsu، با نمایش رایجین در سمت چپ و فوجین در سمت راست. متعلق به قرن ۱۷ام.

فرهنگ ژاپن در طول تاریخ، از دوره جومون تا دوران معاصر تحول زیادی داشته از فرهنگ‌های سایر نقاط آسیا، اروپا و آمریکای شمالی تأثیر پذیرفته‌است. از آنجایی که چین همواره یک مرکز قدرتمند منطقه‌ای بوده‌است، فرهنگ چین تأثیر زیادی بر فرهنگ ژاپن گذاشته و آثار فرهنگ چینی بر فرهنگ سنتی ژاپن همچنان مشهود است. انتقال فرهنگ چینی به ژاپن ابتدا از طریق کره و سپس با تماس مستقیم میان مردم چین و ژاپن در دوران دودمان تانگ و دودمان سوئی صورت گرفته‌است. مردم ژاپن در زمان شوگون‌سالاری توکوگاوا دوره‌ای طولانی از انزوا از جهان بیرونی را گذراندند که تا زمان رسیدن کشتی‌های سیاه و آغاز دوره میجی ادامه داشت. امروزه فرهنگ ژاپنی یکی از شاخص‌ترین فرهنگ‌های جهان به‌شمار می‌رود.

## ادبیات
نخستین آثار ادبیات ژاپنی به‌شدت تحت تأثیر ارتباطات فرهنگی با چین و ادبیات چینی بوده‌اند. این آثار به زبان چینی کلاسیک نوشته شده‌اند. ادبیات هندی نیز با گسترش بودیسم در ژاپن بر ادبیات این کشور تأثیر گذاشته‌است. از زمانی که ژاپن دروازه‌های خود را در سده ۱۹ میلادی به روی تجارت و دیپلماسی با غرب باز کرد ادبیات شرق و غرب به شدت برهم تأثیر گذاشته‌اند و همچنان می‌گذارند.

### شعر
هایکو (به ژاپنی: Haiku، 俳句) کوتاه‌ترین گونه شعری در جهان است که توسط ژاپنی‌ها ایجاد شده استد، این‌گونه شعر به صورت سنتی کم‌تر ۱۷ خط است، یک هایکو عموماً یک احساس یا گرایش شاعرانه سراینده را بیان می‌کند:

## موسیقی

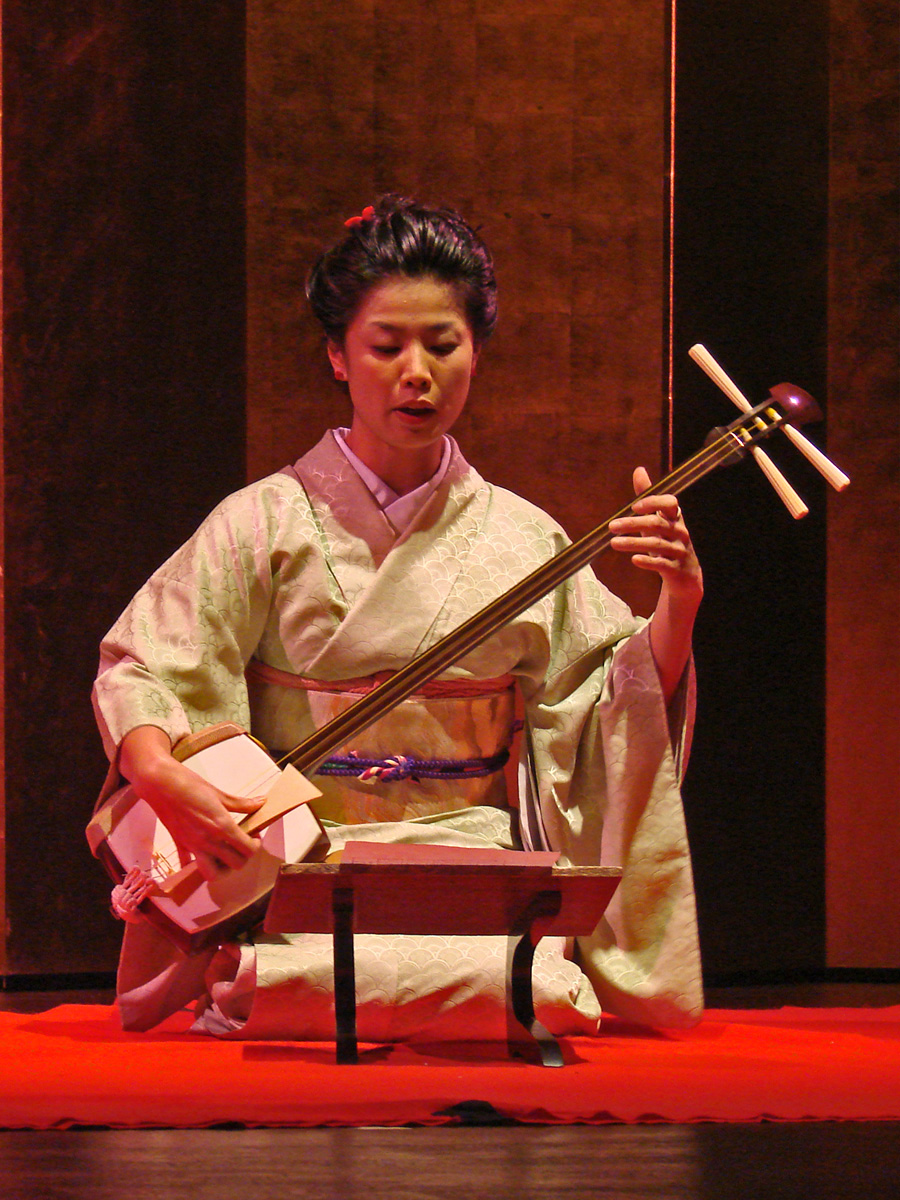
فومی هیهارا در حال نواختن شامیسن (پاریس، فرانسه)

واژه موسیقی در زبان ژاپنی عبارت است از 音楽 (اون‌گاکو) که ترکیبی از دو واژه کانجی 音 (اون) به معنی صدا و 楽 (گاکو) به معنی «لذت بردن» است.
امروزه ژاپن دارای دومین صنعت موسیقی بزرگ در جهان پس از ایالات متحده آمریکا و بزرگ‌ترین صنعت موسیقی در آسیا است.

## دین
دو دین اصلی رایج در ژاپن آیین شینتو و آیین بودایی هستند.
شینتو
آیین شینتو دینی است که بر آداب و رسوم تمرکز دارد. این دین پیش از قرن ششم میلادی در ژاپن پدید آمد. از آن به بعد مردم شروع به ساخت معبدهای شینتویی برای ستایش کامی کردند.
بوداییسم
آیین بودایی، در قرن ششم پس از میلاد از سایر نواحی آسیا به ژاپن وارد شد. این آیین در ابتدا محبوب نبود و اکثر جامعه ژاپن قادر به درک مفاهیم فلسفی موجود در آن نبودند. با این حال، هنرهای مرتبط با این آیین برای آن‌ها قابل درک بود که در گسترش این آیین در ژاپن نقش داشته است.